# نوک‌بزرگ بونین
نوک‌بزرگ بونین یا نوک‌بزرگ جزایر بونین (نام علمی: Carpodacus ferreorostris) یک سهره منقرض‌شده است. این یکی از گونه‌های متنوع پرندگان است که در زبان محلی به آن " نوک‌بزرگ " می‌گویند، اما ارتباط نزدیکی با grosbeaks sensu stricto ندارد. بسیاری از مقامات این گونه را در سردهٔ Carpodacus جای می‌دهند، اما برخی آن را در سردهٔ خود Chaunoproctus جای می‌دهند. یک تجزیه‌وتحلیل ژنتیکی در سال ۲۰۱۳ نشان داد که این یک عضو نسبتاً پایه‌ای از گروه است که بیشتر از سهرهٔ گلی معمولی مشتق شده‌است، اما با زمان برآورد واگرایی از دیگر اعضای گروه در حدود ۱۲٫۵ میلیون سال پیش هیچ خویشاوند نزدیکی ندارد.